# Sidalcea hickmanii
Sidalcea hickmanii är en malvaväxtart som beskrevs av Edward Lee Greene. Sidalcea hickmanii ingår i släktet axmalvor, och familjen malvaväxter.

## Underarter
Arten delas in i följande underarter:
- S. h. anomala
- S. h. hickmanii
- S. h. napensis
- S. h. parishii
- S. h. pillsburiensis
- S. h. viridis

## Bildgalleri

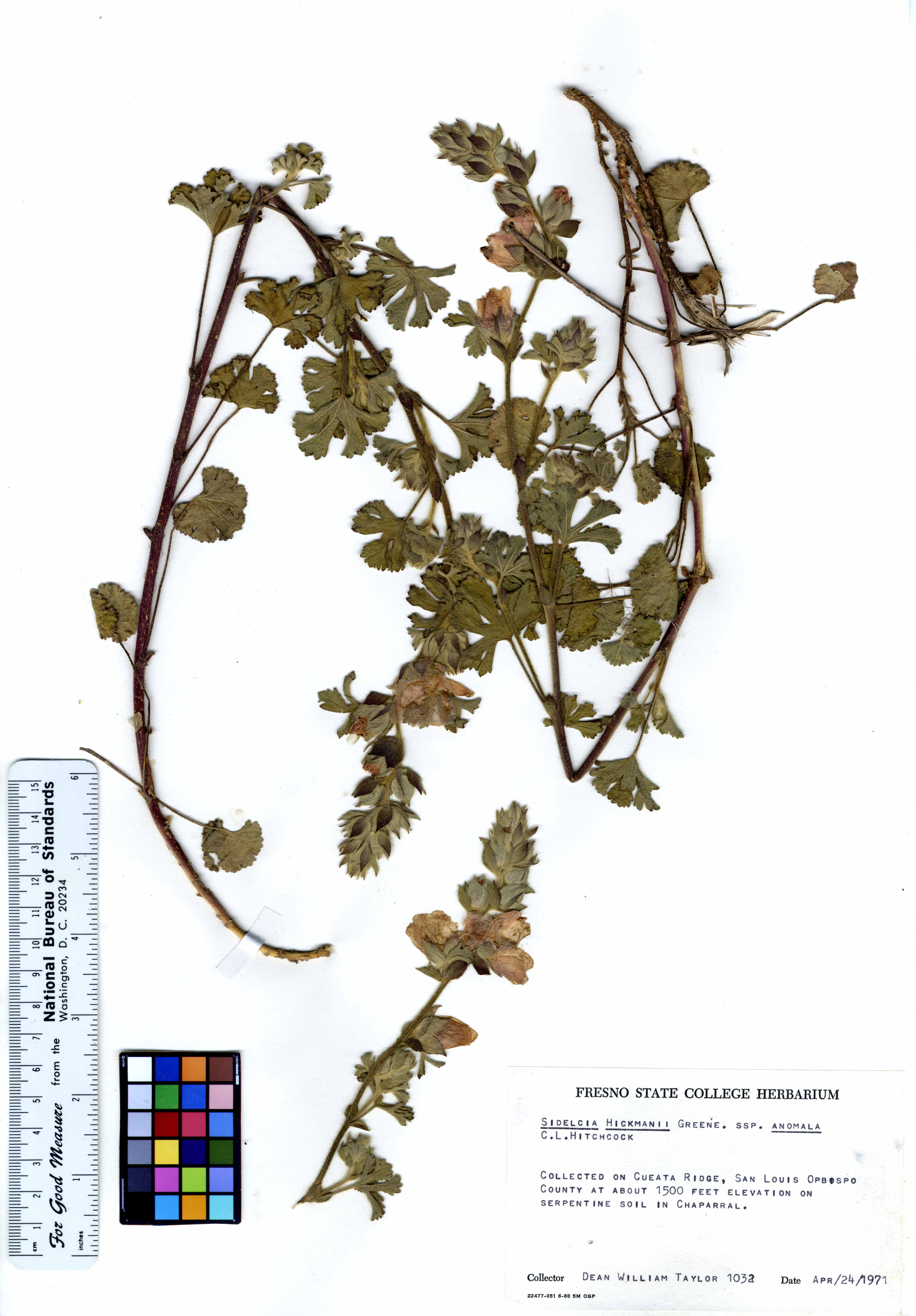
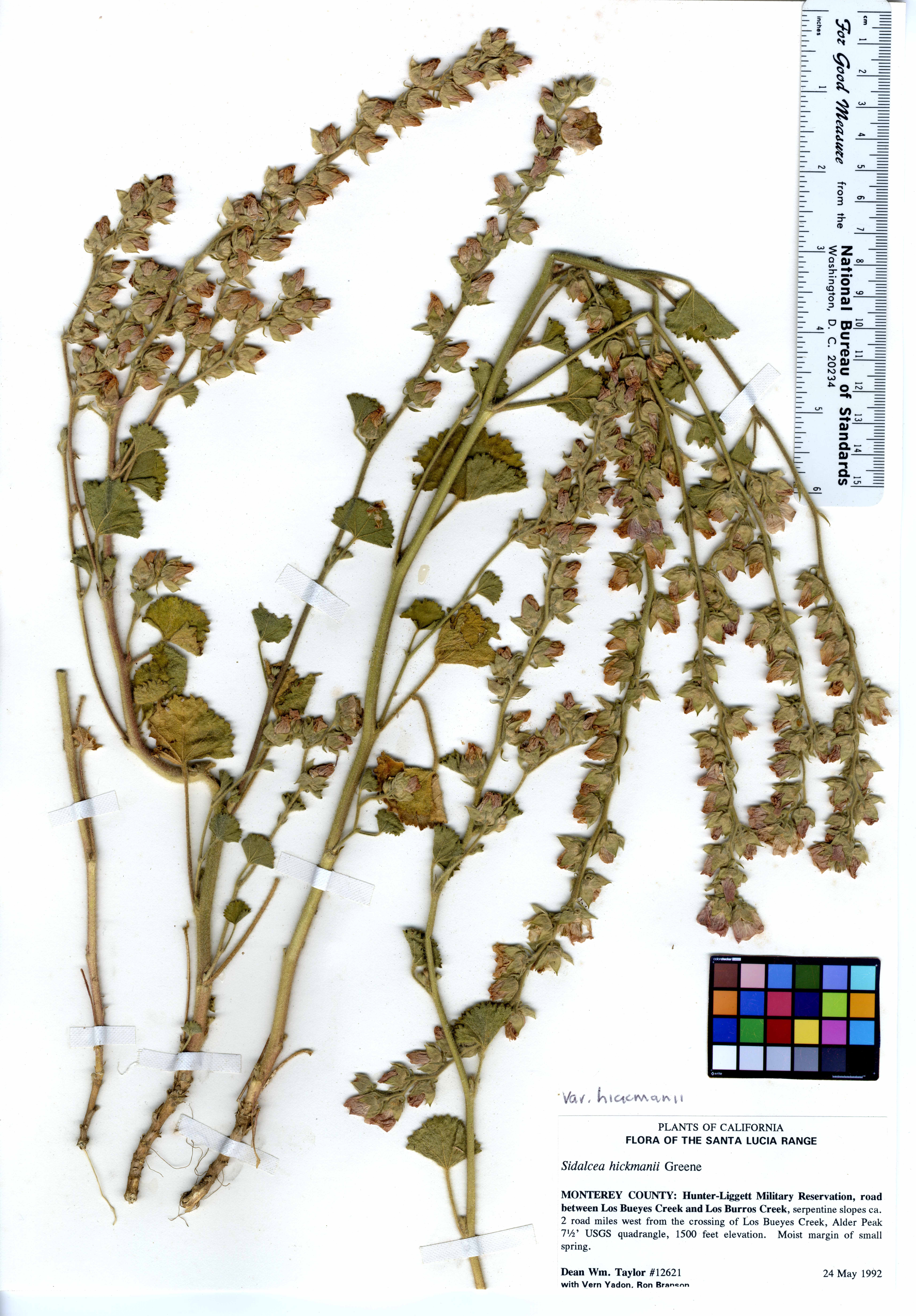